# Rutewka żółta
Rutewka żółta (Thalictrum flavum L.) – gatunek rośliny wieloletniej należący do rodziny jaskrowatych (Ranunculaceae). Występuje w stanie dzikim w Azji, Europie i Afryce Północnej. W Polsce dość pospolita na całym obszarze, na rozproszonych stanowiskach.

## Morfologia
ŁodygaWzniesiona, bruzdowana, 50-120 cm wysokości. Pod ziemią wytwarza czołgające się kłącze z rozłogami.
LiścieDwu-trzykrotnie pierzastodzielne z odwrotnie jajowatymi listkami, na wierzchołku trzy-czterokrotnie rozszczepionymi. Na wierzchniej stronie ciemnozielone, na spodniej jasnozielone. Dolne liście na ogonkach, górne siedzące. W nasadach liści przylistki.
KwiatyO przyjemnym zapachu, w główkowatych pęczkach, tworzące baldachogroniastą wiechę. Kwiaty żółte i pachnące, o maczużkowatych nitkach pręcików. Kwitnie od czerwca do sierpnia.
OwocSiedzący, jajowaty, podłużnie bruzdkowany.

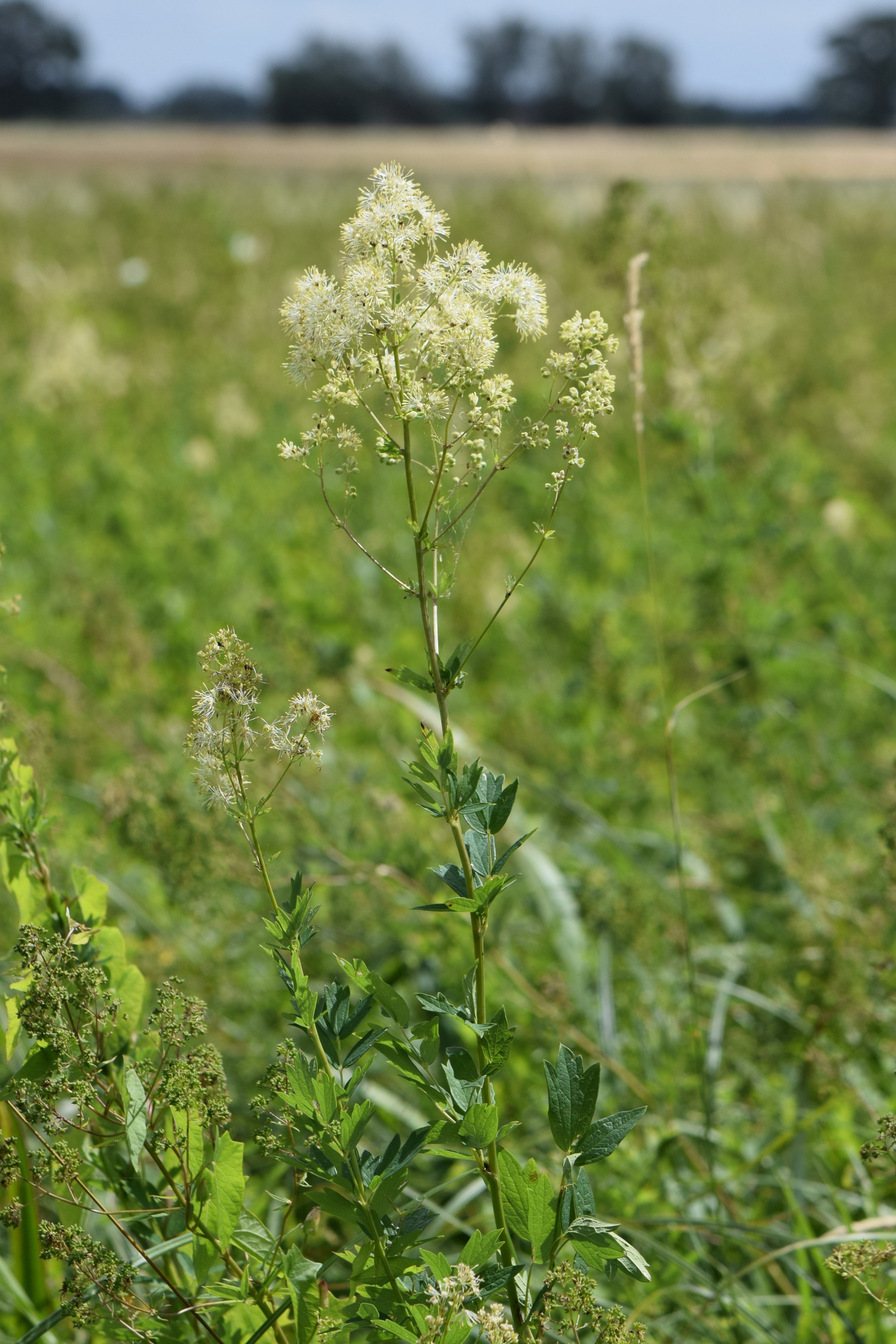
Pokrój
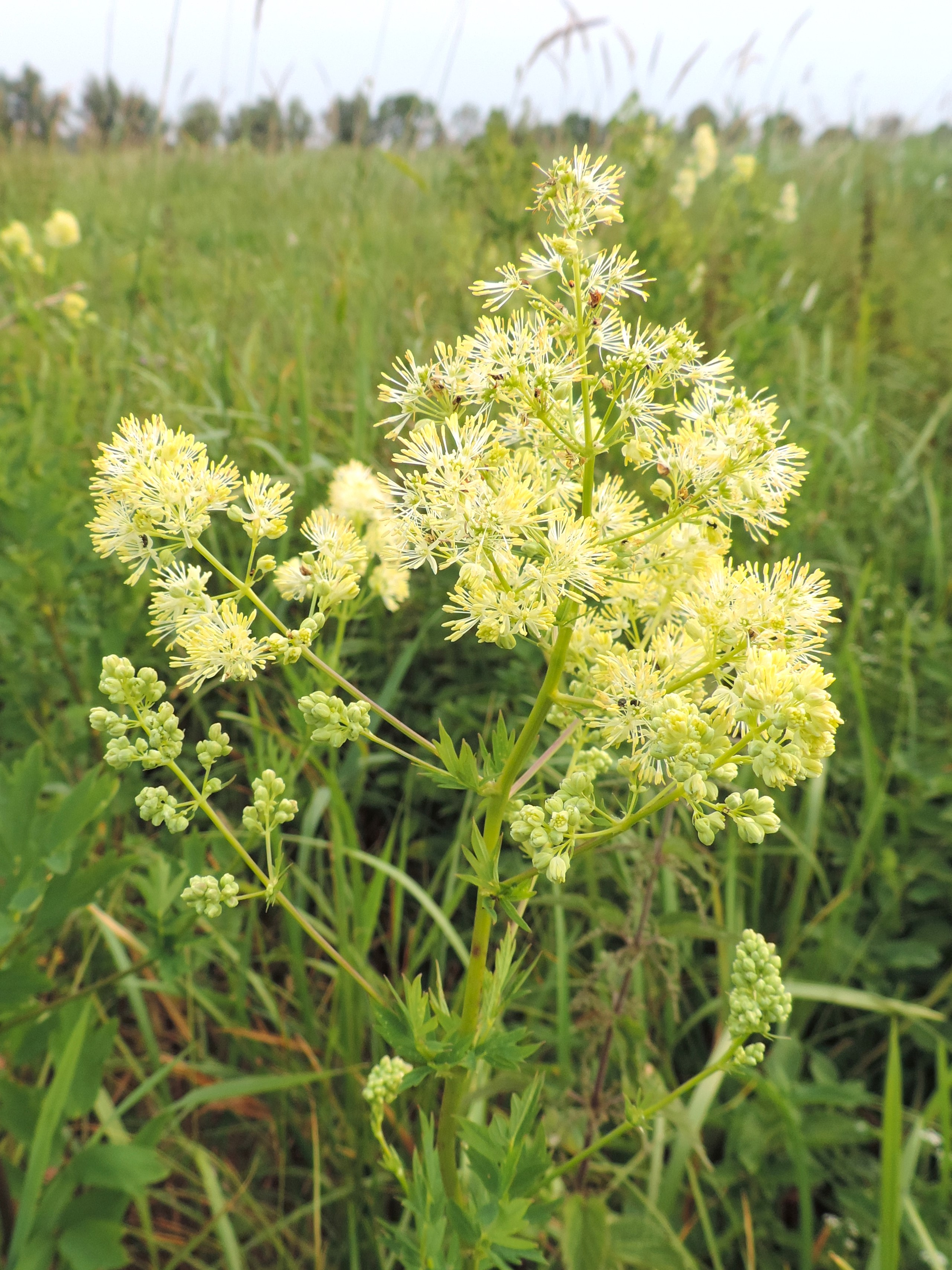
Kwiatostan
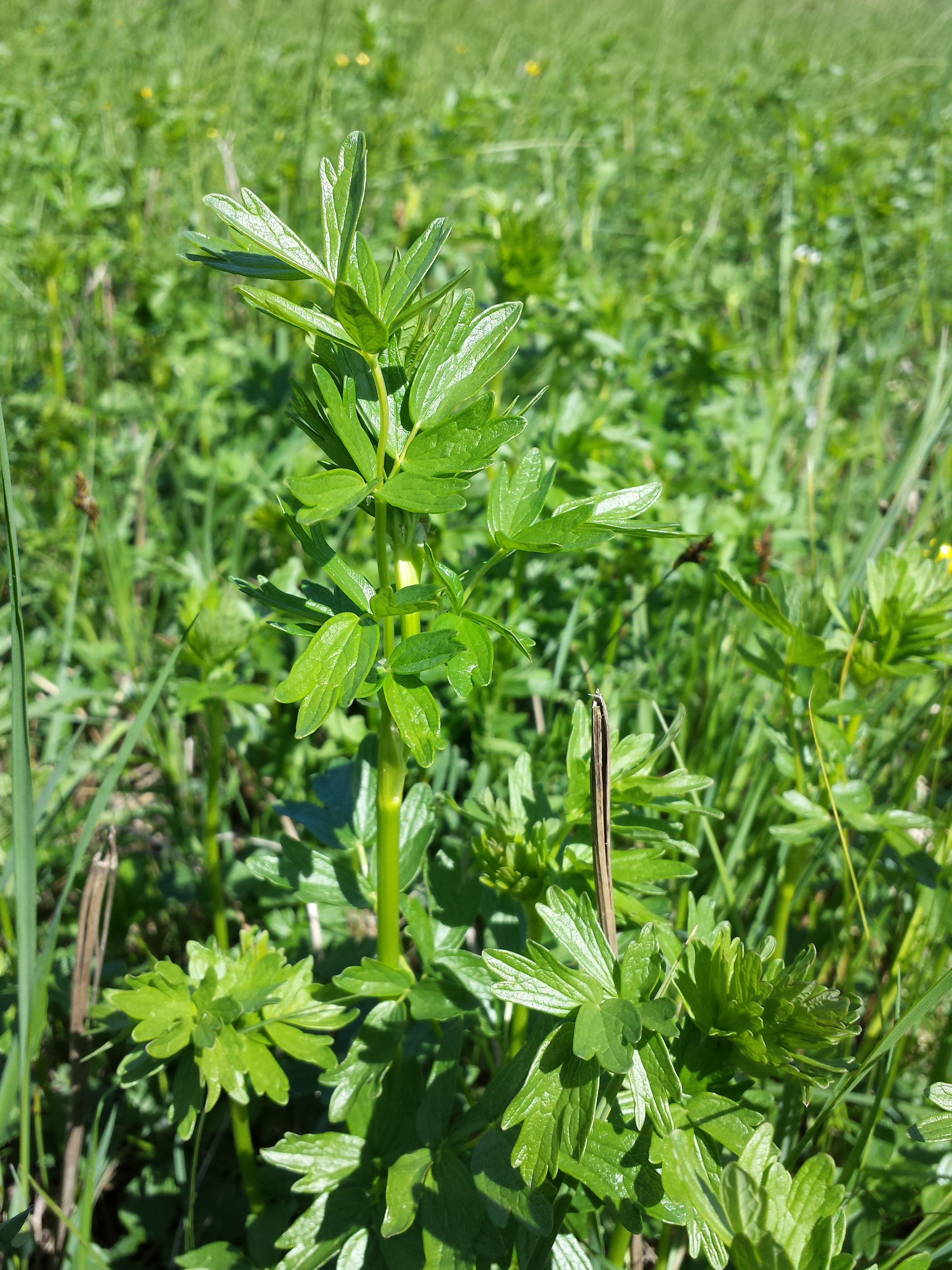
Liście

## Biologia i ekologia
Bylina, hemikryptofit. Rośnie na torfowiskach, wilgotnych łąkach, brzegach wód. W klasyfikacji zbiorowisk roślinnych gatunek charakterystyczny dla związku (All.) Filipendulion. Liczba chromosomów 2n = 84.

## Zastosowanie
- Roślina ozdobna. Rzadko uprawiana, czasami wykorzystywana do obsadzania oczek wodnych. Oprócz typowej formy gatunku istnieją ozdobne kultywary. Przed nastaniem mrozów roślinę należy lekko okopczykować.
- Roślina lecznicza, dawniej używana w medycynie ludowej.